# Peter Obresa
Peter Obresa (né le 6 août 1960 à Recklinghausen) est un joueur et entraîneur allemand de hockey sur glace.

## Biographie

### Carrière en club
Obresa débute dans le hockey avec l'équipe de jeunes du Mannheim ERC. À côté du hockey, il joue au baseball avec les Mannheim Tornados de 1972 à 1977 où il participe avec les adultes. De 1979 à 1993, celui qu'on surnomme « Bresl » joue en hockey avec Mannheim. En 279 matchs, l'attaquant affiche un total de 219 buts et 270 passes . En 1980, il devient champion d'Allemagne. Il prend sa retraite après la saison 1933-1994 avec les Lions de Francfort, en seconde division.

### En équipe nationale
Avec l'équipe d'Allemagne de hockey sur glace, Peter Obresa a participé aux Jeux olympiques d'hiver de 1988 à Calgary et au championnat du monde de hockey sur glace 1989. Il a marqué deux buts en 13 matchs et a eu une mention d'assistance .

## Carrière d'entraîneur
Dans l'équipe des Lions de Francfort, Peter Obresa est entraîneur adjoint en 1994 puis principal de février 1997 à octobre 1998. De novembre 1998 jusqu'à la fin de la saison 1998/1999, il s'occupe du ERC Ingolstadt. De novembre 1999 à 2001, il revient à l'entraînement de Francfort avant d'intégrer les Rote Teufel Bad Nauheim. Durant la saison 2005-2006, il est avec les Wölfe Freiburg.